# Tajthy Ferenc
Tajthy Ferenc (Kiskundorozsma, 1780. október 8. – Vác, 1864. február 10.) iskolaigazgató, apát-kanonok a váci egyházmegyében.

## Élete
Pappá szentelték 1805-ben; előbb szilágyi plébános volt; később kanonok és a szent Miklósról címzett váci egyház plébánosa, az ottani nemzeti iskola igazgatója és a szegények intézetének elnöke. 1843-tól haláláig mint apát működött.

## Munkája
- Egyházi beszéd, mellyet... azon kettős alkalommal mondott, midőn gróf Nádasdy Ferencz úr egyházi törvényes látogatását a szilágyi megyés sz. egyházban tartaná s egyszersmind a fent említett plébános úr megyés papi hivatalába törvényesen béiktattatnék 1828-ik Sz. Mihály hava 24. napján. Pest.